# Застава Ирана
Застава Ирана усвојена је 29. јула 1980. Основни дизајн представљају три водоравне траке, зелена на врху као симбол ислама, бела у средини представља мир, а црвена храброст. У средини заставе налази се грб Ирана. На рубу зелене и црвене траке је стилизовани текбир који се појављује 2x11 пута и симболично представља 22. дан 11. месеца, по персијском календару Дан исламске револуције.